# Fourmilier manikup
 (avril 2021).
La mise en forme du texte ne suit pas les recommandations de Wikipédia : il faut le « wikifier ».
Les points d'amélioration suivants sont les cas les plus fréquents. Le détail des points à revoir est peut-être précisé sur la page de discussion.
- Les titres sont pré-formatés par le logiciel. Ils ne sont ni en capitales, ni en gras.
- Le texte ne doit pas être écrit en capitales (les noms de famille non plus), ni en gras, ni en italique, ni en « petit »…
- Le gras n'est utilisé que pour surligner le titre de l'article dans l'introduction, une seule fois.
- L'italique est rarement utilisé : mots en langue étrangère, titres d'œuvres, noms de bateaux, etc.
- Les citations ne sont pas en italique mais en corps de texte normal. Elles sont entourées par des guillemets français : « et ».
- Les listes à puces sont à éviter, des paragraphes rédigés étant largement préférés. Les tableaux sont à réserver à la présentation de données structurées (résultats, etc.).
- Les appels de note de bas de page (petits chiffres en exposant, introduits par l'outil «  Source ») sont à placer entre la fin de phrase et le point final[comme ça].
- Les liens internes (vers d'autres articles de Wikipédia) sont à choisir avec parcimonie. Créez des liens vers des articles approfondissant le sujet. Les termes génériques sans rapport avec le sujet sont à éviter, ainsi que les répétitions de liens vers un même terme.
- Les liens externes sont à placer uniquement dans une section « Liens externes », à la fin de l'article. Ces liens sont à choisir avec parcimonie suivant les règles définies. Si un lien sert de source à l'article, son insertion dans le texte est à faire par les notes de bas de page.
- La présentation des références doit suivre les conventions bibliographiques. Il est recommandé d'utiliser les modèles {{Ouvrage}}, {{Chapitre}}, {{Article}}, {{Lien web}} et/ou {{Bibliographie}}. Le mode d'édition visuel peut mettre en forme automatiquement les références.
- Insérer une infobox (cadre d'informations à droite) n'est pas obligatoire pour parachever la mise en page.

Pour une aide détaillée, merci de consulter Aide:Wikification.
Si vous pensez que ces points ont été résolus, vous pouvez retirer ce bandeau et améliorer la mise en forme d'un autre article.
Pithys albifrons
Espèce
Statut de conservation UICN

 LC  : Préoccupation mineure
Synonymes
Pipra albifrons
Le Fourmilier manikup (Pithys albifrons) est une petite espèce d'oiseau insectivore que l'on trouve dans les sous-bois des forêts tropicales. Il est plus petit que la plupart des espèces de sa famille (Thamnophilidae), pesant en moyenne 26 grammes. La famille des Thamnophilidae est communément appelée les fourmiliers, car ils utilisent la présence de fourmis (fourmis légionnaires en particulier) pour localiser la nourriture. Cette espèce est en grande partie solitaire, sauf pendant la saison de reproduction, dont différents individus suivront des colonies de fourmis.

## Taxonomie
La première description officielle du fourmilier manikup a été faite par le naturaliste suédois Carl Linnaeus en 1766 dans la douzième édition de son Systema Naturae. Il a introduit le nom binominal Pipra albifrons.
Il existe trois sous-espèces de Fourmilier manikup : Pithys alifrons ssp. albifrons, P. albifrons ssp. peruvianus et P. albifrons brevibarba. Il est le plus étroitement apparenté au fourmilier à masque blanc (P. castaneus). Le genre le plus étroitement apparenté est Phaenostictus, dont les membres peuvent y ressembler de loin. Les genres peuvent être distingués par une longueur et un poids plus petits, des queues plus courtes et des chants plus forts chez Pithys spp. que Phaenostictus spp.

## Description
Le fourmilier manikup est monomorphe, ce qui signifie que les deux sexes ont la même apparence. Les adultes ont un vaste plumage châtain roux sur le corps, avec des ailes et une tête noires contrastées, ainsi que leur gorge blanche caractéristique et leurs touffes périoculaires à plumes,. Leurs pieds et leur tarse sont orange vif.  
Les fourmiliers manikup mesure en moyenne 13 cm, dont 4,6 cm pour la queue. Leur facture est de 1,16 cm de long et seulement 0,47 cm de large en moyenne, lui permettant de localiser des insectes. Les jeunes oiseaux ont l'extrémité de leurs régimes d'une couleur brun-rougeâtre et une tête grisâtre, sans les panaches blancs ni le collier roux. 

## Habitat et répartition
On peut trouver cette espèce au Brésil, en Colombie, au Venezuela, en Équateur, au Pérou et aux Guyanes (Guyane, Suriname et Guyane française). Son habitat naturel est constitué de forêts tropicales humides des basses terres. Le fourmilier à plongeon blanc est davantage présent dans les forêts dont la canopée est élevée et où il y a de nombreuses espèces végétales.
Dans le bassin amazonien proprement dit, sauf dans les sources du centre du Pérou, le fourmilier manikup ne se trouve qu'au nord du fleuve Amazone, au nord-est (Guyanes) et au nord-ouest, depuis Amapá et Cayenne vers l'ouest jusqu'aux Andes depuis le sud du Venezuela au nord du Pérou. Ils ont été trouvés à des altitudes allant jusqu'à 2 250 m (Mont Duida, Venezuela) et 1 800 m (Cordillera Cutucu, Equateur). Ils montrent une survie plus élevée dans la forêt tropicale amazonienne orientale que dans l'ouest.
Chaque individu occupe un domaine vital de plus de 200 hectares afin de s'assurer de trouver à tout moment des colonies de fourmis légionnaires à suivre pour se nourrir,,. Les fourmiliers manikup évitent les habitats ouverts et ne traversent pas les rivières. On les a cependant retrouvés traversant des routes pour se rendre d'une parcelle de forêt à une autre.

### Alimentation
La fourmilier manikup est un insectivore qui se nourrit d'insectes, d'arthropodes et parfois de lézards. Comme tous les Thamnophilidae, ils comptent sur les fourmis légionnaires pour débusquer ces proies dans la litière de feuilles,. 

## Comportement
Les fourmiliers manikup défendent très assidûment leurs territoires et peuvent y rester même en cas de conflit avec d'autres individus, si suffisamment de sources de nourriture sont disponibles. Ils sont généralement solitaires en dehors de la saison de reproduction et ont tendance à suivre des colonies de fourmis à travers la forêt. Comme les autres fourmiliers, ils effectuent des bains de fourmis, qui consistent à brosser les petits insectes à travers les plumes de leurs ailes et de leur queue. On ignore encore si la fonction principale de ce processus est de soulager l'irritation pendant la mue, de tuer les acariens ou de détoxifier les insectes désagréables. 

### Comportement d'alarme
Lorsqu'ils se nourrissent, les fourmilier manikup peuvent rester immobiles pendant de longues périodes afin de ne pas être attaqués par des fourmis ou des prédateurs plus gros. En cas de confrontation ou d'alarme, ils peuvent "paniquer, fuir et ébrécher" sur place. Cette réaction au danger implique que l'oiseau se déplace d'avant en arrière en faisant des bruits d'écaillage, en écartant sa queue et en effleurant rapidement pour trouver ses dernières proies avant de s'enfuir. En réaction à la présence humaine, l'oiseau a tendance à faire un bruit de stridulation et du houspillage.

### Reproduction
La parade nuptiale des fourmiliers manikup est essentiellement la même que chez les autres fourmiliers. La parade nuptiale implique le mâle nourrissant la femelle, le toilettage mutuel et le mâle cherchant les meilleurs sites de nidification pour la femelle, une démonstration connue sous le nom de «drapage». La femelle et le mâle construisent ensemble le nid. Les fourmiliers manikup construisent généralement leurs nids en forme de coupe, soutenus par le fond, au sommet de la végétation vivante comme les petits palmiers, les laîches et des plantes tubéreuses,. Bien que la plante choisie soit vivante, elle aura souvent un tapis de feuilles mortes à la couronne. Le nid est enfoui dans ces feuilles mortes pour le cacher des prédateurs. Les nids eux-mêmes sont composés de radicelles fibreuses de couleur foncée (paroi interne) et de feuilles mortes (couches externes).  En général, deux œufs sont pondus par couvée. Les œufs ont une couleur de base blanc rosé avec de nombreuses taches longitudinales brun rosé, et quelques marques rosées recouvrant la surface. Après l'éclosion, chaque jeune est nourri pendant environ un mois. Dans certains endroits, comme Manaus, ils se reproduisent pendant une grande partie de l'année et les femelles sont connues pour quitter leur partenaire (qui s'occupe de leur progéniture) afin de commencer un nouveau nid avec un nouveau partenaire le plus rapidement possible. 

### Vocalisation
Cette espèce a 11 cris différents (décrits en détail par Willis (1981)), dont 8 sont similaires à une autre espèce (le fourmilier bicolore ) et 3 qui sont assez inhabituels. Ils ont un chant sifflé fort, structurellement complexe et unique. Ce chant est utilisé entre partenaires et jeunes séparés par la végétation et les individus à la recherche de fourmis. Un adulte peut également chanter au moins trois notes brèves et douces ("see-see-see") lorsqu'il cherche un jeune ou un compagnon, suivies de "beie, beie, beie" s'ils n'apparaissent pas rapidement. Leurs autres cris sont généralement plus silencieux et plus courts que ceux des autres espèces de fourmiliers. 
Plusieurs de leurs cris sont utilisés pour un comportement agonistique et comme avertissements de prédation. Deux principaux cris ont cette dernière fonction, l'un qui est très aigu et fin car il est difficile de localiser la source de tels sons, et l'autre, une sorte de bourdonnement (destiné principalement aux prédateurs terrestres et aux humains) qui imite les grognements d'avertissement inférieurs de carnivores.

### Mue
Le fourmilier manikup utilise une stratégie de mue de base complexe, ce qui signifie que le juvénile effectue une mue préliminaire avant que muent ses plumes adultes caractéristiques. Cette première mue survient peu de temps après qu'ils commencent à se nourrir. À l'âge adulte, ils effectuent au maximum une mue par an et leur plumage reste inchangé. Une mue complète des ailes est assez variable, lente et irrégulière, en particulier chez les oiseaux nicheurs. La mue dure environ 301 jours, il ne peut donc y avoir qu'une seule mue annuelle. Toutefois, les mues peuvent ne pas se produire annuellement et commencer à tout moment de l'année. 